# Jack Pickford
John Charles Smith (Toronto, 18 augustus 1896 – Parijs, 3 januari 1933) was een Canadees acteur die als Jack Pickford grote bekendheid kreeg in de periode van de stomme films.
Hij werd geboren in Toronto, Ontario en was de broer van Mary Pickford. Net als zij werd ook Jack door zijn moeder al vroeg op de planken gezet. In 1910, toen hij net 14 jaar oud was, kreeg hij met de hulp van zijn zus een contract voor optredens in films gemaakt door Biograph Studios.
Nadat Biograph studio's opende in Hollywood verhuisde de familie Pickford naar het westen. Jack, een jonge, breekbare jongen, groeide op in een volwassen wereld, eentje die opeens zoveel geld bevatte dat het nauwelijks te behappen was toen Mary in 1917 een contract voor 1 miljoen dollar tekende bij First National Pictures. Jack kreeg een lucratief contract bij First National als deel van de deal maar kreeg datzelfde jaar ook het respect voor zijn acteren nadat hij Pip speelde in de filmversie van Charles Dickens' Great Expectations. Ook speelde hij in dit jaar de titelrol in Mark Twains Tom Sawyer.
Alhoewel zijn optredens hem lieten zien als de ideale schoonzoon was zijn privé-leven gevuld met alcohol, drugs en rokkenjagen. In die tijd konden de studio's vrijwel alle misdragingen van haar acteurs onder het tapijt vegen, maar in het Hollywood-milieu was Jack een levende legende. Hij gaf zijn geld uit als water en moest vaak zijn zus of moeder om hulp vragen. En naarmate zijn roekeloze leven erger werd, werd het aantal films dat hij maakte minder en dus ook zijn inkomen.
Nadat de Verenigde Staten hulp had toegezegd in de Eerste Wereldoorlog ging Jack in 1918 bij de Amerikaanse Marine. Hij gebruikte de beroemde Pickford-naam en was al snel betrokken bij een set-up waardoor rijke jonge mannen steekpenningen konden betalen waardoor ze militaire dienst konden ontwijken en waardoor, zo wordt gezegd, er vrouwen konden worden betaald voor de officieren. Voor zijn betrokkenheid kwam hij dicht bij een oneerbaar ontslag, maar er wordt gespeculeerd dat zijn zus zich ermee bemoeide zodat hij bewijs kon geven aan de autoriteiten in ruil voor een ontslag op medische gronden.
Zijn eerste huwelijk was met Olive Thomas in 1916, een in Pennsylvania geboren model, daarna showgirl, daarna filmactrice en waarschijnlijk heroïneverslaafde. Het was van meet af aan stormachtig, maar ze was de liefde van zijn leven. Terwijl ze filmden in Parijs gingen ze een avond uit in de bistro's van de Montparnasse. Nadat ze terugkwamen in de kamer van het hotel om ongeveer 3 uur 's ochtends overleed zijn vrouw nadat ze een grote dosis Kwikchloride inslikte. De stof was voorgeschreven aan Jack voor een geslachtsziekte die hij had doorgegeven aan Olive, alsook de medicijnen om het te behandelen. Het politieonderzoek naar haar dood draaide om Pickford, maar er werden nooit beschuldigingen gemaakt. Op weg terug naar Amerika weerhield filmregisseur Allan Dwan een emotionele Jack van zelfmoord door op hem in te praten.
Hij trouwde nog twee keer, maar was niet erg gelukkig. In 1932 was hij opnieuw alleen – zijn gezondheid ging achteruit door de gevolgen van syfilis, alcohol en drugsmisbruik. Pickford overleed in het American Hospital in Parijs, op 36-jarige leeftijd.
Zijn zus bracht zijn lichaam terug naar Los Angeles waar het begraven ligt op de Forest Lawn Memorial Park Cemetery in Glendale in Californië.
Pickford heeft een ster op de Hollywood Walk of Fame bij 1523 Vine Street.

## Filmografie
Gedurende zijn carrière speelde hij in ongeveer 130 films, hieronder een selectie:
- 1910:
  - The Kid
  - The Newlyweds
  - The Smoker
  - The Modern Prodigal
  - Muggsy Becomes a Hero
  - In Life's Cycle
  - The Oath and the Man
  - Examination Day at School
  - The Iconoclast
  - Two Little Waifs
  - A Plain Song
  - A Child's Stratagem
  - The Lesson
- 1911:
  - The Poor Sick Men
  - White Roses
  - A Decree of Destiny
  - The Stuff Heroes are Made Of
- 1912:
  - The Massacre
  - Kate Katchem
  - A Dash Through the Clouds
  - The School Teacher and the Waif
  - An Indian Summer
  - What the Doctor Ordered
  - A Child's Remorse
  - The Inner Circle
  - Mr. Grouch at the Seashore
  - A Pueblo Legend
  - A Feud in the Kentucky Hills
  - The Musketeers of Pig Alley
  - Heredity
  - The Informer
  - The New York Hat
- 1913:
  - The Unwelcome Guest
- 1914:
  - The Mysterious Shot
  - Liberty Belles
  - The Gangsters of New York
  - Home, Sweet Home
  - The Eagle's Mate
  - Wildflower
  - His Last Dollar
- 1915:
  - The Love Route
  - The Commanding Officer
  - Fanchon the Cricket
  - The Pretty Sister of Jose
  - A Girl of Yesterday
- 1916:
  - Seventeen
  - Poor Little Peppina
- 1917:
  - What Money Can't Buy
  - Great Expectations
  - The Dummy
  - The Varmint
  - Ghost House
  - Jack and Jill
  - Tom Sawyer
- 1918:
  - Spirit of '17
  - Huck and Tom
  - His Majesty, Bunker Bean
  - Mr. Fix-It
  - Sandy
- 1919:
  - In The Wrong
  - Bill Apperson's Boy
  - Burglar by Proxy (Jack Pickford Productions)
- 1920:
  - The Little Shepherd of Kingdom Come
- 1921:
  - The Man Who Had Everything
  - Just Out of College
- 1923:
  - Hollywood
  - Garrison's Finish
- 1924:
  - The Hill Billy
- 1925:
  - Waking Up the Town
  - My Son
  - The Goose Woman
- 1926:
  - The Bat
  - Brown of Harvard
  - Exit Smiling
- 1928:
  - Gang War
  - Exit Smiling
- 1930:
  - All Square (zijn laatste film)

- Bibliothèque nationale de France: cb146952173 (data)
- International Standard Name Identifier: 0000 0001 1695 2784
- Library of Congress Control Number: n88043037
- SNAC: w6xm28k3
- Système universitaire de documentation: 186068069
- Virtual International Authority File: 103225004
- WorldCat: E39PBJxmHWKWCJmpJvfF6ktkDq